# Trente-cinq Bouddhas de confession

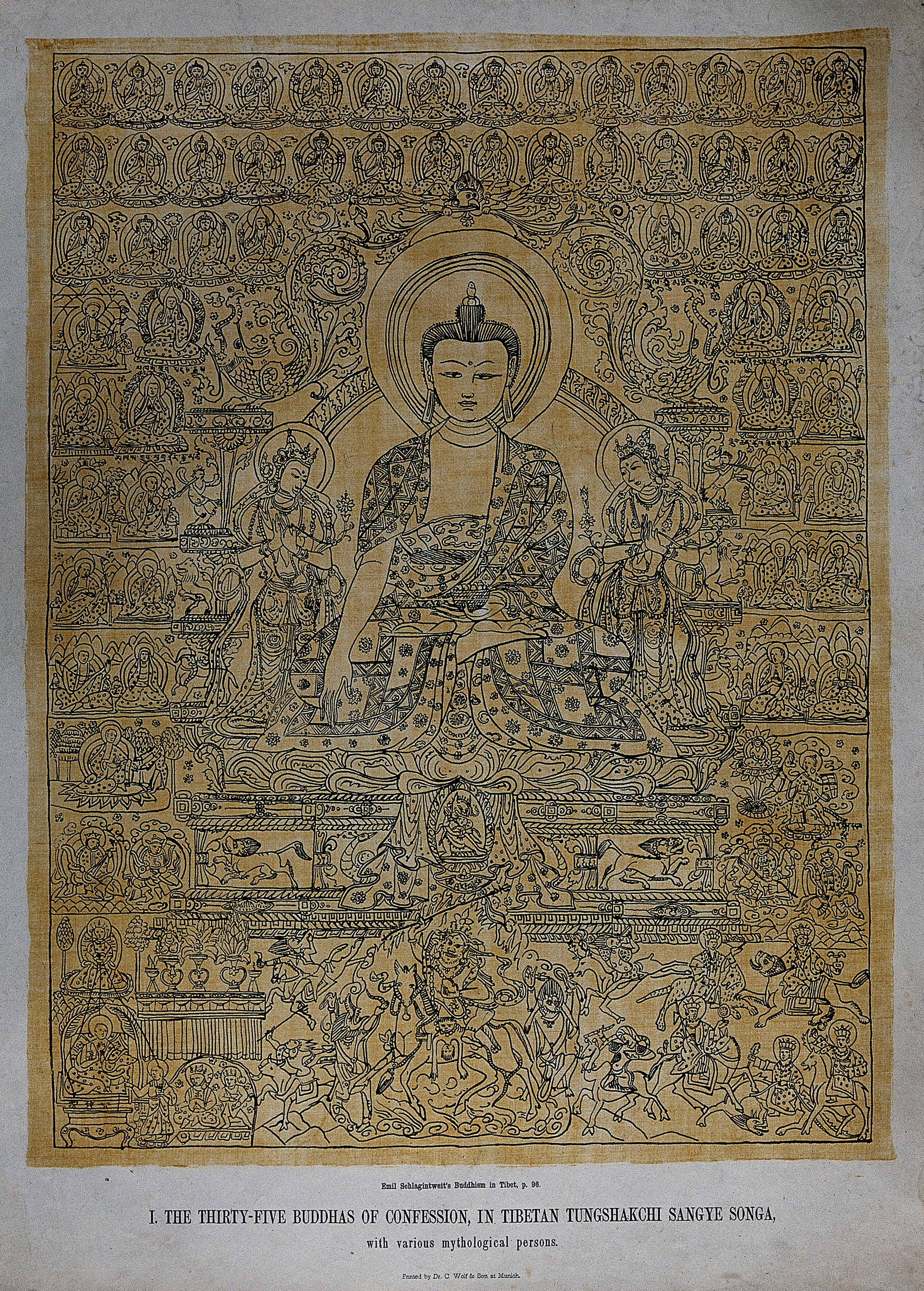
Les Trente-cinq Bouddhas de Confession

Les Trente-Cinq Bouddhas de Confession (tibétain : gsheg lha so lnga) sont connus dans un soutra Mahāyāna  en sanskrit, Triskandhadharmasutra, qui décrit la pratique de la purification par la confession et les prosternations vers ces Bouddhas.

## Liste des noms
Les noms des Trente-cinq Bouddhas de confession sont les suivants,:
| Sanskrit                              | Tibétain                                                                              | Prononciation en tibétain                                                                               | Français                                                                  |
| ------------------------------------- | ------------------------------------------------------------------------------------- | --- | ------------------------------------------------------------------------- |
| Śākyamuni                             | ཤཱཀྱ་ཐུབ་པ་                                                                              | shakya tup-pa                                                                                           | Shakyamouni                                                               |
| Vajrapramardī                         | རྡོ་རྗེ་སྙིང་པོས་རབ་ཏུ་འཇོམས་པ                                                                 | dorjé nyingpö raptu jompa                                                                               | Qui Détruit Parfaitement par l’Essence du Vajra                           |
| Ratnārśiṣ                             | རིན་ཆེན་འོད་འཕྲོ                                                                           | rinchen ö-tro                                                                                           | Joyau Rayonnant                                                           |
| Nāgeśvararāja                         | ཀླུ་དབང་གི་རྒྱལ་པོ                                                                          | luwang gi gyelpo                                                                                        | Roi qui Règne sur les Nagas                                               |
| Vīrasena                              | དཔའ་བོའི་སྡེ                                                                              | pawö-dé                                                                                                 | Assemblée de Héros                                                        |
| Vīranandī                             | དཔའ་བོ་དགྱེས                                                                             | pawö-gyé                                                                                                | Héros Joyeux                                                              |
| Ratnāgni                              | རིན་ཆེན་མེ                                                                               | rinchen-mé                                                                                              | Feu Précieux                                                              |
| Ratnacandraprabha                     | རིན་ཆེན་ཟླ་འོད                                                                            | rinchen da-ö                                                                                            | Clair de Lune Précieux                                                    |
| Amoghadarśi                           | མཐོང་བ་དོན་ཡོད                                                                           | tongwa dönyö                                                                                            | Bénéfique à Voir                                                          |
| Ratnacandra                           | རིན་ཆེན་ཟླ་བ                                                                             | rinchen dawa                                                                                            | Lune Précieuse                                                            |
| Vimala                                | དྲི་མ་མེད་པ                                                                              | drima mépa                                                                                              | Immaculé                                                                  |
| Śūradatta                             | དཔའ་སྦྱིན                                                                                | pa-jin                                                                                                  | Doté de Courage                                                           |
| Brahma                                | ཚངས་པ                                                                                 | tsangpa                                                                                                 | Être Pur                                                                  |
| Brahmadatta                           | ཚངས་པས་སྦྱིན་                                                                            | tsangpé jin                                                                                             | Doté de Pureté                                                            |
| Varuṇa                                | ཆུ་ལྷ                                                                                   | chu lha                                                                                                 | Dieu de l’Eau                                                             |
| Varuṇadeva                            | ཆུ་ལྷའི་ལྷ                                                                                | chu lhaé lha                                                                                            | Dieu des Divinités Aquatiques                                             |
| Bhadraśrī                             | དཔལ་བཟང                                                                               | pel-zang                                                                                                | Glorieuse Bonté                                                           |
| Candanaśrī                            | ཙན་དན་དཔལ                                                                             | tsenden pel                                                                                             | Glorieux Bois de Santal                                                   |
| Anantaujas                            | གཟི་བརྗིད་མཐའ་ཡས                                                                         | ziji tayé                                                                                               | Splendeur Infinie                                                         |
| Prabhāśrī                             | འོད་དཔལ                                                                                | ö pel                                                                                                   | Lumière Glorieuse                                                         |
| Aśokaśrī                              | མྱ་ངན་མེད་པའི་དཔལ་                                                                       | nyangen mépé pel                                                                                        | Gloire sans Chagrin                                                       |
| Nārāyaṇa                              | སྲེད་མེད་ཀྱི་བུ                                                                             | sémé-kyi bu                                                                                             | Fils du Non-désir                                                         |
| Kusumaśrī                             | མེ་ཏོག་དཔལ                                                                              | métok pel                                                                                               | Fleur Glorieuse                                                           |
| Tathāgata Brahmajyotivikrīḍitābhijña  | དེ་བཞིན་གཤེགས་པ་ཚངས་པའི་འོད་ཟེར་རྣམ་པར་རོལ་པ་མངོན་པར་མཁྱེན་པ                                     | dézhin shekpa tsangpé özer nampar rölpa ngönpar khyenpa                                                 | Connaissance Directe par ses Émanations de Rayons de Lumière de Brahma    |
| Tathāgata Padmajyotirvikrīditābhijña  | དེ་བཞིན་གཤེགས་པ་པདྨའི་འོད་ཟེར་རྣམ་པར་རོལ་པས་མངོན་པར་མཁྱེན་པ                                       | dézhin shekpa pémé özer nampar rölpé ngönpar khyenpa                                                    | Connaissance Directe par ses Émanations de Rayons de Lumière de Lotus     |
| Dhanaśrī                              | ནོར་དཔལ                                                                                | norpel                                                                                                  | Glorieuse Richesse                                                        |
| Smṛtiśrī                              | དྲན་པའི་དཔལ                                                                             | drenpé pel                                                                                              | Glorieuse Mémoire                                                         |
| Suparikīrtitanāmagheyaśrī             | མཚན་དཔལ་ཤིན་ཏུ་ཡོངས་སུ་གྲགས་པ                                                              | tsenpel shintu yongsu drakpa                                                                            | Nom Glorieux Très Connu                                                   |
| Indraketudhvajarāja                   | དབང་པོའི་ཏོག་གི་རྒྱལ་མཚན་གྱི་རྒྱལ་པོ                                                             | wangpö tok-gi gyeltsen-gyi gyelpo                                                                       | Roi Détenant la Bannière de Victoire du Pouvoir Suprême                   |
| Suvikrāntaśrī                         | ཤིན་ཏུ་རྣམ་པར་གནོན་པའི་དཔལ                                                                 | shintu nampar nönpé pel                                                                                 | Glorieux qui Subjugue Tout Parfaitement                                   |
| Yuddhajaya                            | གཡུལ་ལས་རྣམ་པར་རྒྱལ་བ                                                                     | yül lé nampar gyelwa                                                                                    | Pleinement Vainqueur au Combat                                            |
| Vikrāntagāmī                          | རྣམ་པར་གནོན་པའི་གཤེགས་པའི་དཔལ                                                              | nampar nönpé shekpé pel                                                                                 | Transcendance Glorieuse qui Tout Subjugue                                 |
| Samantāvabhāsavyūhaśrī                | ཀུན་ནས་སྣང་བ་བཀོད་པའི་དཔལ                                                                 | kün-né nangwa köpé pel                                                                                  | Apparences Glorieuses Illuminant Tout                                     |
| Ratnapadmavikramī                     | རིན་ཆེན་པདྨའི་རྣམ་པར་གནོན་པ                                                                 | Rinchen padmé nampar nönpa                                                                              | Lotus Précieux qui Tout Subjugue                                          |
| Ratnapadmasupraṭiṣṭhita-śailendrarāja | དེ་བཞིན་གཤེགས་པ་དགྲ་བཅོམ་པ་ཡང་དག་པར་རྫོགས་པའི་སངས་རྒྱས་རིན་པོ་ཆེ་དང་པདྨ་ལ་རབ་ཏུ་བཞུགས་པའི་རི་དབང་གི་རྒྱལ་པོ | Dézhin shekpa drachompa yangdakpar dzokpé sanggyé rinpoché dang padama la raptu zhukpé riwang gi gyelpo | Roi régnant sur le mont Mérou, assis fermement sur des Joyaux et un Lotus |